# Fred (auteur)
Pour les articles homonymes, voir Fred.
Fred, de son vrai nom Frédéric Othon Théodore Aristidès, né le 5 mars 1931 dans le 10e arrondissement de Paris et mort le 2 avril 2013 à Eaubonne, est un dessinateur humoristique, scénariste et auteur de bande dessinée français. Ses œuvres les plus connues sont Le Petit Cirque, L'Histoire du corbac aux baskets et la série Philémon. Grand prix de la ville d'Angoulême en 1980 et Alph'Art du meilleur album en 1994, il fait partie des rares auteurs à avoir obtenu ces deux hautes distinctions de la bande dessinée francophone.

## Biographie
Othon Aristidès naît le 5 mars 1931 dans le 10e arrondissement de Paris Il aime à raconter qu'en 1917, alors que sa grand-mère fuyait la guerre en Grèce avec ses enfants, elle s'arrêta à plusieurs reprises pour boire des coups avec ses amis, et de ce fait manqua son train qui explosa sur une mine, ne laissant aucun survivant : « C'est ainsi que ma grand-mère et ses dix enfants - parmi lesquels une petite fille de dix ans qui allait devenir une femme puis ma mère - ont été sauvés par le hasard et la musique, le sens de la fête et de l'amitié. Sinon je ne serais plus là », déclare Fred.

### Lectures d'enfance
Enfant, il se passionne pour Oliver Twist, Shéhérazade, Oscar Wilde, Edgar Allan Poe, Robinson Crusoé, Cadichon, Jack l'Éventreur, autant de références qui ornent son œuvre à plusieurs reprises. Il découvre également la bande dessinée avec Le Journal de Mickey, mais il a une véritable révélation lorsqu'il découvre chez l'éditeur du journal Robinson des planches abandonnées de Mandrake le Magicien et de Popeye le marin. Il rêve aussi devant des images d'Epinal. Fred dessine beaucoup dans les marges de ses cahiers. Il dessine avec fébrilité, y compris sur les tranches et dans les perforations des feuilles. En 1946, à 15 ans, il débute par des dessins d'humour dans OK. Il publie sa première BD, Les joies de l'alpinisme, dans le courrier des lecteurs d'un journal pour enfants puis, étudiant au quartier latin, participe à plusieurs publications aujourd'hui très recherchées comme Quartier Latin, Zéro, Hebdo Latin ou Baladin de Paris dont il est le rédacteur en chef. Mais il publie également des dessins pour des revues plus connues, comme Ici Paris, Paris Match, Paris-Presse, le Rire, le Hérisson, France Dimanche, France-Soir, Punch et The New Yorker.

### Hara-Kiri
Il fait alors la connaissance de François Cavanna (rencontré à Ici-Paris), Roland Topor, Wolinski, Reiser, Cabu, Gébé et du professeur Choron (qui vendait par colportage Zéro) avec qui il fonde en 1960 Hara-Kiri, le journal bête et méchant, dont il fera de nombreuses couvertures mais également des dessins humoristiques et des contes (il en sera ensuite le directeur artistique). C'est également l'occasion pour lui de revenir à la bande dessinée avec Tarsinge l'homme zan, le Manu manu, les Petits métiers et surtout Le Petit cirque. C'est donc là qu'il produit le début de son œuvre, créant plusieurs personnages et histoires qu'il reprendra par la suite (comme le Manu-Manu, mais aussi les petits métiers ; on en trouvera de nombreux dans Philémon et dans d'autres albums Dargaud). Fred en gardera aussi un esprit assez mordant, souvent noir, mais également une critique de l'esprit bourgeois étriqué (symbolisé par l'homme au cigare : attiré par l'argent, à l'opposé de l'artiste, en faveur de l'autorité et n'aimant pas la différence), esprit bourgeois que Fred stigmatise dans toute son œuvre.

### Pilote

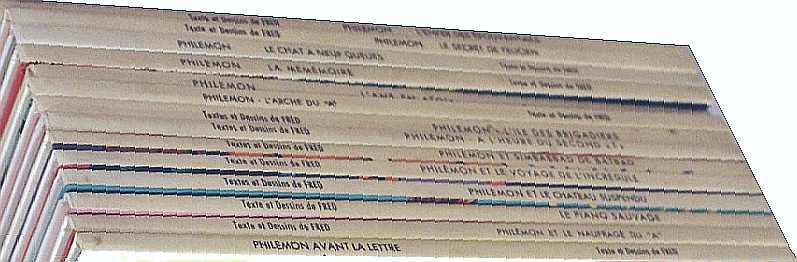
Collection des albums BD de Philémon.

Au début des années 1960, Fred décide de quitter Hara-Kiri, dont le ton graveleux le lassait. Il va d'abord proposer quinze planches à Spirou, auprès de Maurice Rosy et d'Yvan Delporte qui les refusent. Il tente alors sa chance au journal Pilote où René Goscinny accepte de le publier. C'est dans le numéro 300 que paraît, au rythme de deux planches par semaine (ce qui se voit assez bien à la lecture), Le mystère de la clairière aux trois hiboux, qui met pour la première fois en scène le personnage de Philémon. Les lecteurs du journal écrivent alors pour dire que leur petite sœur dessine mieux et qu'ils ne comprennent rien à l'histoire. Fred fait alors des scénarios pour les autres (comme plus tard pour Alexis, avec qui il publie Time is Money). Avec Mic Delinx aux dessins, il crée par exemple une parodie de la mythologie grecque, Pan et la Syrinx.
Il a alors l'idée d'envoyer Philémon sur les lettres de l'Océan Atlantique. Il y a deux hypothèses quant à la façon dont il eut cet éclair de génie, la première veut que Fred ait eu cette idée alors qu'il prenait son bain, s'interrogeant sur l'endroit où l'on va quand on est aspiré par le tourbillon de la baignoire qui se vide. L'autre veut que c'est en vacances qu'il ait eu cette idée : alors que son fils de dix ans Éric lui réclamait une histoire, il se met à l'imaginer en se servant des objets qui l'entourent, notamment une bouteille (qui sert pour le SOS), une maquette de bateau et un abat-jour (qui devient une Lampe naufrageuse). Goscinny accepte que Fred dessine cette histoire, et quinze Philémon seront alors publiés jusqu'en 1987. Cette série-phare de l'auteur compose la plus grande partie de son œuvre.

### Albums hors séries
Refusant de se laisser avaler par un personnage à succès, Fred publie parallèlement d'autres histoires dans Y'a plus d'saison, Ca va ça vient, Hum!, le Fond de l'air est frais, mais aussi des histoires complètes comme Cythère, l'apprentie sorcière ou Magic palace hotel. En 1983, il publie La Magique lanterne magique dans le but de venir en aide aux éditions Pellerin qui publient des images d'Épinal — une façon de les remercier. Il publie un portfolio, Manège, et le Journal de Jules Renard, qu'il adapte en bande dessinée, auteur chez qui on retrouve le même esprit un peu misanthrope et le même intérêt poétique pour la nature.

### Musique et cinéma
Parallèlement à ces publications, Fred fait plusieurs rencontres importantes, notamment avec Jacques Dutronc en 1970, pour qui il écrit plusieurs chansons, la plus connue étant « Le Fond de l'air est frais ». Ils feront ensuite deux livres disques pour enfants : La voiture du clair de lune et Le Sceptre. Il rencontre également Terry Gilliam, alors fauché et errant dans Paris ; Goscinny demande à Fred d'écrire un scénario pour lui, publié dans Pilote sous la forme d'un récit de six pages. Le succès venu, Gilliam cherchera à joindre Fred, malheureusement occupé à faire de la plongée sous-marine aux Maldives. En 1991, il écrit des scénarios pour des courts-métrages réalisés par Daniel Vigne (le Retour de Martin Guerre), Jacques Rouffio et Gérard Zingg entre autres. Puis il écrit pour le long-métrage L'Autobus de la haine que Gérard Zingg désirait réaliser, mais ce projet n'a pas trouvé de producteur.

### Années 1980
Fred fait partie du groupe des H.A. (Humoristes Associés) avec Avoine, Barbe, Blachon, Bridenne, Laville, Loup, Mose, Napo, Nicoulaud, Sabatier, Serre, Siné, Soulas, Trez. Ils éditent ensemble plusieurs albums.
En 1988, Fred a participé à l'édition d'un album souvenir sur Jacques Brel (illustration, en 4 pages, de la chanson « Les Bourgeois »).

### Dépression et retour
Après avoir cessé la bande dessinée, il fait une grave dépression qui le conduit à l'hôpital psychiatrique. Pour guérir, il doit mettre un terme à sa retraite et reprendre son activité. Inspiré par son séjour à l'asile et par les nombreux psychiatres qu'il a rencontrés, il publie en 1993 L'Histoire du corback aux baskets, qui obtient l'Alph'Art du meilleur album à Angoulême en 1994. Il publie ensuite plusieurs récits complets comme L'Histoire du conteur électrique et L'Histoire de la dernière image, ainsi qu'une anthologie de ses meilleurs gags : Fredissimo.

### Dernières années
Après avoir longtemps vécu à Puiseux-le-Hauberger, Fred s'installe dans une maison de retraite à Domont. En 2011, il fait l'objet d'une large exposition rétrospective à la Galerie Martel,, à l'occasion de la sortie de Fred, L'Histoire d'un conteur éclectique, de Marie-Ange Guillaume. Fin 2011, il subit une intervention chirurgicale cardiaque. En janvier 2012, il est présent au Festival d'Angoulême, où il visite l'exposition qui lui est consacrée et donne une interview publique, où il avoue avoir envie de terminer le dernier album de Philémon, dont les premières pages sont déjà dessinées. Cet album intitulé Le Train où vont les choses sort le 22 février 2013, et est annoncé comme le dernier de la série. Fred meurt le 2 avril suivant à Eaubonne. Il est inhumé dans le cimetière parisien de Pantin (149e division).

## Œuvres
- Philémon, Dargaud :

1. Le Naufragé du « A », 1972.
2. Le Piano sauvage, 1973.
3. Le Château suspendu, 1973.
4. Le Voyage de l'incrédule, 1974.
5. Simbabbad de Batbad, 1974.
6. L'Île des brigadiers, 1975.
7. À l'heure du second « T », 1975.
8. L'Arche du « A », 1976.
9. L'Âne en atoll, 1977.
10. La Mémémoire, 1977.
11. Avant la lettre, 1978. En 1987, cet album est devenu le premier de la série, et les précédents ont été décalés d'un rang.
12. Le Chat à neuf queues, 1978.
13. Le Secret de Félicien, 1981.
14. L'Enfer des épouvantails, 1983.
15. Le Diable du peintre, 1987.
16. Le Train où vont les choses, 2013.

- Le Fond de l'air est frais, Dargaud, 1973.
- Timoléon (scénario), avec Alexis (dessin), Dargaud, coll. « Histoires fantastiques » :

1. Time is money, 1973.
2. Quatre Pas dans l'avenir, 1975.
3. Joseph le borgne, 1975.

- Le Petit cirque, Dargaud, coll. « Histoires fantastiques », 1973.
- Hum, Dargaud, 1974.
- Ça va, ça vient, Dargaud, 1977.
- Y'a plus d'saison, Dargaud, 1978[9].
- Le Manu Manu et autres histoires naturelles et sociales, Dargaud, 1979.
- Cythère, l'apprentie sorcière, GP, coll. « Rouge et Or », 1980.
- Magic Palace Hôtel, auto-édition, 1980.
- Parade, auto-édition, 1982.
- Manège, Futuropolis, 1983.
- La Magique Lanterne magique, Imagerie Pellerin, coll. « Images d'Épinal », 1983.
- Les Maîtres du Feu, écrit par Evelyne Brisou-Pellen, illustré par Fred. Je Bouquine n°4, Juin 1984.
- Le Journal de Jules Renard lu par Fred, d'après Jules Renard, Flammarion, coll. « Roman BD », 1988.
- L'Histoire du corbac aux baskets, 1993. Alph'Art du meilleur album français au festival d'Angoulême 1994.
- L'Histoire du conteur électrique, Dargaud, 1995.
- Le Noir, la Couleur et Lavis, Dargaud, 1997[10]. Recueil de dessins humoristiques.
- L'Histoire de la dernière image, Dargaud, 1999[11].
- Fredissimo. Le Meilleur de Fred (ou presque). L'Album du millénaire, Dargaud, 2000.

## Distinctions
- 1969 : Prix Phénix du Meilleur Scénario
- 1972 : Crayon d'Or décerné par l'ensemble de la presse
- 1973 :  Prix Yellow-Kid de l'auteur étranger au Festival de bande dessinée de Lucques 9
- 1977 : Prix Haga pour l'ensemble de son œuvre
- 1977 : Grand Prix Loisirs Jeunes
- 1980 : Grand prix de la ville d'Angoulême[12]
- 1983 :  Chevalier de l'ordre des Arts et des Lettres
- 1992 :  Officier de l'ordre des Arts et des Lettres
- 1994 : Alph'Art du meilleur album au festival d'Angoulême pour L'Histoire du corbac aux baskets
- 1995 :  Prix Yellow-Kid, au Festival de bande dessinée de Lucques
- 1996 : Prix Bloody Mary pour L'Histoire du conteur électrique

#### Monographies
- Marie-Ange Guillaume, Fred, L'Histoire d'un conteur éclectique, Paris, Dargaud Biographie, 2011, 223 p. (ISBN 978-2-205-06078-2).
- François Le Bescond (trad. Thierry Groensteen, préf. Jean-Michel Ribes), Autour de Philémon, Paris, Dargaud, novembre 2015, 281 p. (ISBN 978-2-205-07412-3).
- Bernard Toussaint, Fred, Paris, Albin Michel, coll. « Graffiti », 1975, 125 p. (ISBN 2-226-00241-3).

#### Interviews
- Fred (int. par Benoît Mouchart et Jean-Pierre Mercier), « La bande dessinée, c'est ma vie », Neuvième Art, no 15,‎ janvier 2009, p. 24-35 (ISSN 1268-757X)
- Fred (int. par François Le Bescond), Un magnéto dans l'assiette de Fred : Entretiens avec l'auteur de Philémon, Paris/Barcelone/Bruxelles etc., Dargaud, mai 2013, 109 p. (ISBN 978-2-205-07179-5).

#### Articles
- Julien Bastide, « Fred, dynamiteur de formes », Neuvième Art, no 15,‎ janvier 2009, p. 36-41 (ISSN 1268-757X)
- Christian Rosset, « Acte des passages », Neuvième Art, no 15,‎ janvier 2009, p. 42-47 (ISSN 1268-757X)
- Jacques Samson, « Le Cirque sauvage de Fred », Neuvième Art, no 15,‎ janvier 2009, p. 48-53 (ISSN 1268-757X)
- David Turgeon, « Le Dessin qui rêve », Neuvième Art, no 15,‎ janvier 2009 (ISSN 1268-757X)
- Morgan Di Salvia, « Le crépuscule de Philémon », sur Actua BD, 27 février 2013
- Bdzoom, « Fred, le prince poète saltimbanque », sur BD Zoom, 3 avril 2013
- La rédaction, « Mort du dessinateur Fred : "Son oeuvre était résolument poétique" », Le Monde,‎ 4 avril 2013